# Кацура, Юлия Владимировна
Юлия Владимировна Кацура (род. 28 мая 1983) — российская легкоатлетка, специалистка по бегу на короткие дистанции. Выступала за сборную России по лёгкой атлетике в 2010-х годах, призёрка командного чемпионата Европы, победительница и призёрка первенств всероссийского значения. Представляла Краснодарский край и Московскую область. Мастер спорта России международного класса.

## Биография
Юлия Кацура родилась 28 мая 1983 года.
Занималась лёгкой атлетикой в Краснодаре под руководством тренеров В. В. Фуникова и М. Ф. Гладыря.
Первого серьёзного успеха на взрослом всероссийском уровне добилась в сезоне 2010 года, когда на зимнем чемпионате России в Москве взяла бронзу в беге на 60 метров и одержала победу в беге на 200 метров. Попав в состав российской национальной сборной, выступила на чемпионате мира в помещении в Дохе, где в 60-метровой дисциплине дошла до стадии полуфиналов. На летнем чемпионате России в Саранске выиграла бронзовую медаль в беге на 100 метров. Принимала участие в чемпионате Европы в Барселоне — в 100-метровой дисциплине остановилась на предварительном квалификационном этапе, тогда как в эстафете 4 × 100 метров заняла четвёртое место (впоследствии этот результат аннулировали в связи с обнаружением допинга у одной из российских спортсменок).
В 2011 году получила серебро в беге на 60 метров на зимнем чемпионате России в Москве и бронзу в беге на 200 метров на летнем чемпионате России в Чебоксарах. В качестве запасной бегуньи присутствовала в российской эстафетной команде на чемпионате мира в Тэгу, но в итоге выйти здесь на старт ей не довелось.
В 2012 году в дисциплине 60 метров стала серебряной призёркой на зимнем чемпионате России в Москве.
В 2013 году в беге на 60 метров одержала победу на зимнем чемпионате России в Москве и дошла до полуфинала на чемпионате Европы в помещении в Гётеборге. На командном чемпионате Европы в Гейтсхеде стала восьмой в беге на 200 метров и третьей в эстафете 4 × 100 метров.
На чемпионате России 2015 года в Чебоксарах с командой Московской области победила в эстафете 4 × 100 метров.
В 2017 году добавила в послужной список награду серебряного достоинства, выигранную с командой Краснодарского края в эстафете 4 × 200 метров на зимнем чемпионате России в Москве.
За выдающиеся спортивные достижения удостоена почётного звания «Мастер спорта России международного класса».
Замужем за спринтером Александром Бредневым, есть сын Михаил (род. 2014).